# Carl Effner
Carl Effner sen. (* 12. April 1792 in München; † 22. Juli 1870 in München-St. Anna) war ein königlich bayerischer Oberhofgärtner.
Carl Effner entstammte der königlich-bayerischen Hofgärtner-Dynastie Effner. Sein Großvater war der berühmte Hofbaumeister Joseph Effner (1687–1745) und  sein Vater der Nymphenburger Hofgärtner Johann Joseph Effner. Er war verheiratet mit der Braumeistertochter Agnes Friedel und wurde Vater des berühmten Hofgartendirektors und Gartengestalters Carl von Effner (1831–1884). Gesellenreisen  führten ihn nach Wien, Paris (1812) und Berlin. Von 1819 bis 1852 war er Hofküchengärtner in München-Lehel. 1852 wurde er als Oberhofgärtner zum Leiter aller königlichen Gärten ernannt.

## Werke
- Umgestaltung des Münchener Hofgartens, 1853
- Gestaltung des Regensburger Villaparks
- Dörnbergpark am Dörnberg-Palais in Regensburg, 1864–1867 zusammen mit seinem Sohn.
- Nürnberger Burggarten, 1855, im Zweiten Weltkrieg weitgehend zerstört und danach wieder hergestellt